# Rainer Marggraf
Rainer Marggraf (* 28. September 1949 in Wolfsburg) ist ein deutscher Hochschullehrer und Umweltökonom an der Georg-August-Universität Göttingen.

## Leben
Marggraf  studierte zunächst Jura und Soziologie in Heidelberg, München und Marburg (1969–1975). Von 1975 bis 1980 schloss er ein Studium der Volkswirtschaftslehre an der Universität Heidelberg an, während dessen er als wissenschaftliche Hilfskraft am Lehrstuhl für Agrarpolitik und -soziologie an der Wirtschaftswissenschaftlichen Fakultät der Universität Heidelberg arbeitete. Die Prüfung zum Diplom-Volkswirt schloss er 1980 ab. Von 1981 bis 1985 arbeitete er als wissenschaftlicher Angestellter am Lehrstuhl für internationale Wirtschafts- und Entwicklungspolitik in Heidelberg, wo er auch 1985 promoviert wurde. Von 1985 bis 1991 war er Hochschulassistent an diesem Lehrstuhl. Nach der Habilitation 1991 wurde ihm die Venia Legendi für das Fach Volkswirtschaftslehre erteilt. Er lehrte in Heidelberg Makroökonomik, Mikroökonomik, Agrarökonomik, Umweltökonomik, Ressourcenökonomik und Wohlfahrtsökonomik.
Nach kurzer Tätigkeit als Regierungsdirektor an der Verwaltungsfachschule des Landes Schleswig-Holstein in Altenholz wechselte er 1993 auf eine Professur für Volkswirtschaftslehre am Institut für Verkehrswissenschaft der Universität Hamburg. Er hielt dort Vorlesungen über Allokationstheorie, Verkehrswissenschaft, Wirtschaftspolitik und Umweltpolitik. Noch 1993 erhielt er einen Ruf an die Georg-August-Universität Göttingen. Seit Oktober 1994 leitet er dort den Arbeitsbereich Umwelt- und Ressourcenökonomik des heutigen Departments für Agrarökonomie und Rurale Entwicklung, Fakultät für Agrarwissenschaften. Er ist Zweitmitglied in der Göttinger Fakultät für Wirtschaftswissenschaften.
Seit dem Jahr 1998 ist Marggraf Mitglied im Vorstand des Forschungs- und Studienzentrum Landwirtschaft und Umwelt (ZLU) der Göttinger Fakultät für Agrarwissenschaften und seit 2000 Mitglied im Interdisziplinären Zentrum für Nachhaltige Entwicklung (IZNE). Er war bis zum 31. März 2007 Dekan der Fakultät für Agrarwissenschaften und ist seitdem Finanzdekan. Seit 2010 ist er Sprecher des Promotionsstudiengangs „Biodiversität und Gesellschaft“ sowie ab dem 1. Februar 2010 Sprecher der Göttinger Graduiertenschule Gesellschaftswissenschaften (GGG).
Marggraf ist Vertrauensdozent der Friedrich-Ebert-Stiftung, seit dem Jahr 2000 Mitglied der nationalen Expertengruppe für die Konvention über biologische Vielfalt des BMU, seit 2001 stellvertretender Vorstandsvorsitzender der Forschungsstelle für Internationale Agrar- und Wirtschaftsentwicklung Heidelberg, seit 2003 Mitglied der Expertengruppe In-Situ-Erhaltung und On-Farm-Management des BMVEL und seit 2006 Mitglied der Kommission Bodenschutz des Umweltbundesamtes.
Er ist Mitglied der Gesellschaft für die Sozialwissenschaften des Landbaus (GEWISOLA) und des Vereins für Socialpolitik (Ausschuss Entwicklungsländer).

## Wissenschaftliche Publikationen (Auszug)
- J. Barkmann, R. Marggraf: The long-term protection of biological diversity – lessons from market ethics. In: Poesis & Praxis. Band 3, 2004, S. 3–21.
- J. Barkmann, R. Marggraf: Schadensersatz für den Planeten. In: Politische Ökologie. Band 109, 2008, S. 24–26.
- J. Barkmann, S. Cerda, R. Marggraf: Interdisziplinäre Analyse von Naturbildern: Notwendige Voraussetzungen für die ökonomische Bewertung der natürlichen Umwelt. In: Umweltpsychologie. Band 9, 2005, S. 10–29.
- A. Fischer, S. K. Hespelt, R. Marggraf: Nachfrage nach ökologischen Gütern der Landwirtschaft – das Northeim-Projekt. In: Agrarwirtschaft. Band 52, Nr. 8, 2003, S. 386–395.
- O. Gans, R. Marggraf: Kosten-Nutzen-Analyse und ökonomische Politikbewertung Bd. I: Wohlfahrtsmessung, betriebswirtschaftliche Investitionskriterien. Springer, Berlin 1997.
- B. Gerowitt, J. Isselstein, R. Marggraf: Rewards for Ecological Goods – Requirements and Perspectives for Agricultural Land Use. In: Agriculture, Ecosystems and Environment. Band 98, 2003, S. 541–547.
- R. Krause, R. Marggraf, K. Meyer: Kann die Umweltökonomie den intrinsischen Wert berücksichtigen? In: Zeitschrift für Umweltpolitik und Umweltrecht. Band 31, 2008, S. 293–313.
- R. Marggraf: Comparative assessment of agri-environmental programmes in Federal States of Germany. In: Agriculture, Ecosystems and Environment. Band 98, 2003, S. 507–516.
- R. Marggraf: Internationale Transferzahlungen zum Schutz der Biodiversität. In: Jahrbuch für Naturschutz und Landschaftspflege. Band 54, 2003, S. 311–318.
- R. Marggraf: Naturschutz aus ökonomischer Sicht. In: M. Oldiges (Hrsg.): Perspektiven des Naturschutzes. (= Leipziger Schriften zum Umwelt- und Planungsrecht. Band 4). 2003, ISBN 3-8329-0146-9, S. 145–156.
- R. Marggraf: Der ökonomische Ansatz zum Erhalt der Biodiversität – erläutert am Beispiel des Übereinkommens über die biologische Vielfalt. In: D. Cansier u. a. (Hrsg.): Herausforderung Umwelt – interdisziplinäre Zielkonzeption und ihre Umsetzung. Metropolis, Marburg 2003, S. 125–154.
- R. Marggraf: Sozioökonomische Aspekte des Schutzes der Biodiversität. In: Leibniz-Institut für Gewässerökologie und Binnenfischerei (Hrsg.): Biodiversität: Was kennen und verstehen wir von der Artenvielfalt? Stechlin 2003, ISBN 3-00-012422-5, S. 63–70.
- R. Marggraf, I. Bräuer, A. Fischer, S. Menzel, U. Stratmann, A. Suhr: Ökonomische Bewertung bei umweltrelevanten Entscheidungen – Einsatzmöglichkeiten von Zahlungsbereitschaftsanalysen in Politik und Verwaltung. (= Ökologie und Wirtschaftsforschung. Band 55). Metropolis Verlag, Marburg 2005, ISBN 3-89518-472-1.
- R. Marggraf, S. Streb: Ökonomische Bewertung der natürliche Umwelt: Theorie, politische Bedeutung, ethische Diskussion. Spektrum Akademischer Verlag 1997.
- M. Markussen, R. Buse, M. Costa, H. Garrels, S. Menzel, R. Marggraf (Hrsg.): Valuation and Conservation of Biodiversity – Interdisciplinary Perspectives on the Convention on Biological Diversity. Springer Verlag, Berlin/Heidelberg 2005.
- J. Yan, J. Barkmann, A. K. Zschiegner, R. Marggraf: The Sceptics’ Challenge for Sustainable Tourism in the Southwestern China Biodiversity Hotspot: a Choice Experiment Approach. In: Journal of China Tourism Research. Band 4, 2008, S. 3–21.